# Saunders Hill
Saunders Hill är en kulle i Antarktis. Den ligger i Östantarktis. Australien gör anspråk på området. Toppen på Saunders Hill är 6 meter över havet.
Terrängen runt Saunders Hill är platt västerut, men österut är den kuperad. Havet är nära Saunders Hill västerut. Trakten är glest befolkad. Närmaste befolkade plats är Casey Station, 3,8 kilometer norr om Saunders Hill. 